# Acuerdo de Jibril
El Acuerdo de Jibril (en árabe: اتفاقية جبريل‎, romanizado: Ittifāqiyya Jibrīl fue un intercambio de prisioneros que tuvo lugar el 21 de mayo de 1985, entre el gobierno israelí, encabezado en ese entonces por Shimon Peres, y el Frente Popular para la Liberación de Palestina-Comando General (organización a menudo conocida por las siglas «PFLP-GC»). Como parte del acuerdo, Israel liberó a 1150 prisioneros que se mantenían prisioneros en cárceles israelíes en intercambio de tres prisioneros israelíes (Yosef Grof, Nissim Salem y Hezi Shai) que fueron capturados durante la Primera Guerra de Líbano. Este acuerdo fue uno de varios que realizó Israel con grupos clasificados como organizaciones terroristas con el fin de intercambiar prisioneros. Entre los prisioneros liberados por Israel destacan Kozo Okamoto —uno de los perpetradores de la Masacre en el Aeropuerto Lod en mayo de 1972, quién había sido sentenciado a cadena perpetua—, y Ahmed Yassin —un dirigente de la Hermandad musulmán de Gaza quien, en 1983, fue sentenciado a 13 años en prisión y quien, en un futuro, se convertiría en el líder espiritual de Hamás—. Otro prisionero liberado fue Ali Jiddah, quien cumplía 17 años en prisión por plantar una bomba cerca de un hospital en Jerusalén, la cual hirió a nueve ciudadanos israelíes. Otro prisionero liberado fue Ziyad al-Nakhalah, quien cumplía cadena perpetua, y quién desde el 28 de septiembre de 2018 ha sido el líder del movimiento «Yihad Islámica Palestina». Abdullah Nimar Darwish, por otro lado, renunció y condenó la violencia ejercida por parte de palestinos en territorio israelí.
El gobierno israelí afrontó duras críticas por aceptar la liberación de 1150 prisioneros, entre los cuales algunos estaban sentenciados a cadena perpetua y fueron responsables del asesinato de muchos ciudadanos israelíes, y particularmente porque el intercambio no incluyó la liberación de tres israelíes que fueron capturados en la Batalla de Sultan Yacoub en 1982. Uno de los negociadores israelíes dimitió en protesta contra el acuerdo. Todo de los ministros de gobierno, con la excepción de Yitzhak Navon, apoyaron el acuerdo.
Muchos de los prisioneros palestinos liberados en este acuerdo luego pasaron a formar la columna vertebral de la Primera Intifada, ocurrido menos de tres años después del acuerdo.
El acuerdo con el PFLP-GC se demoró aproximadamente un año en concretarse. El nombre del acuerdo hace referencia al líder militante palestino Ahmed Jibril.
El 30 de junio de 1985, 39 extranjeros cautivos en el vuelo 847 de TWA, que viajaba de Atenas a Roma y que se encontraban secuestrados en Beirut, fueron liberados. El 1 de julio de 1985, Israel anunció que estaba listo para liberar a detenidos chiitas de sus prisiones. Varias semanas después Israel liberó a más de 700 prisioneros chiitas, sin embargo, Israel negó que esta acción tuviera relación con el secuestro del avión. En julio de 1985, 331 libaneses chiitas fueron liberados de centros de detención israelí, se especulaba que esta liberación fue parte de un trato de intercambio de prisioneros, sin embargo, el gobierno israelí formalmente negó esta conexión.